# Каримов, Наим Фатихович
Наим Фатихович Каримов (узб. Karimov Naim Fotihovich, 12 декабря 1932, Ташкент — 17 сентября 2023, Ташкент) — советский узбекский учёный-литературовед и общественный деятель, заслуженный деятель науки Узбекистана. Действительный член Академии наук Узбекистана (2017).

## Биография
Наим Каримов родился в Ташкенте в интеллигентной семье. После окончания средней школы, поступил в Среднеазиатский государственный университет на филологический факультет. После получения высшего образования в 1955 году, Наим продолжил обучение в аспирантуре, которую в свою очередь окончил в 1958 году. После аспирантуры молодой учёный поступил научным сотрудником в институт языка и литературы АН Узбекской ССР, в котором прошёл путь от старшего научного сотрудника до заведующего сектором. В 1993 году Наиму Каримову была присуждена учёная степень доктора филологических наук, а в 1994 году учёное звание профессора. В 2017 году он был избран академиком АН РУз.
Научные исследования Наима Каримова связаны в основном с изучением узбекской литературы XX века, творчества писателей джадидов — Чулпана, Фитрата, Хамзы. Учёный активно участвовал в подготовке выпуска собраний сочинений Айбека, Гафура Гуляма, Хамида Алимджана, Хамзы. Его авторству принадлежат научно-популярные книги «Хамид Алимджан» (1979), «Айбек» (1985), «Усман Насыр», «Последние годы жизни Усмана Насыра» (1993—1994).
Наим Каримов в 1999 году возглавлял общественную комиссию по увековечении памяти жертв репрессий и активно участвовал в открытии музея памяти жертв репрессий в Ташкенте. Учёный, также, являлся членом главной редакции Национальной энциклопедии Узбекистана.
За научную деятельность Наиму Каримову в 1985 году была присуждена государственная премия Узбекской ССР имени Бируни, в 1996 году присвоено почётное звание заслуженный деятель науки Узбекистана, учёный также был награждён орденом «Эл-юрт хурмати».
Наим Каримов скончался 17 сентября 2023 года на 91-м году жизни.

## Награды и премии
- Орден «Эл-юрт Хурмати»
- Заслуженный деятель науки Республики Узбекистан (1996)
- Государственная премия Узбекской ССР имени Бируни (1985)